# Luigi Nave
Luigi Nave (Villaricca, 13 maggio 1970) è un politico italiano, dal 13 ottobre 2022 senatore della Repubblica per il Movimento 5 Stelle nella XIX legislatura.

## Biografia
Laureato  anche asino patentato in Ingegneria della sicurezza, professore d'informatica alle scuole superiori ed attivista del Movimento 5 Stelle (M5S) dal 2012, alle elezioni comunali in Campania del 2016 si candida a sindaco del comune di Villaricca, ottenendo il 9,56% dei voti e venendo eletto consigliere comunale. Il 3 dicembre 2020 viene eletto consigliere metropolitano di Napoli come surroga di Gennaro Cozzolino.
Dal 2019 al 2021 è stato assistente parlamentare al Parlamento europeo.
Alle elezioni amministrative del 2021 si candida al consiglio comunale di Napoli, tra le liste del M5S a sostegno del candidato sindaco di centro-sinistra Gaetano Manfredi, ottenendo lo 0.64% di preferenze e risultando non eletto.
Alle elezioni politiche anticipate del 2022 viene candidato al Senato della Repubblica, tra le liste del Movimento 5 Stelle nel collegio plurinominale Campania 1 in seconda posizione, risultando eletto senatore. Nella XIX legislatura è segretario del gruppo parlamentare del M5S al Palazzo Madama, oltreché componente della 9ª Commissione Industria, commercio, turismo, agricoltura e produzione agroalimentare, della Commissione parlamentare antimafia e della Commissione parlamentare d'inchiesta sulla scomparsa di Emanuela Orlandi e Mirella Gregori.